# 涅季因卡农村居民点
涅季因卡农村居民点（俄语：Нетьинское сельское поселение）是俄罗斯联邦布良斯克州布良斯克区所属的一个农村居民点。其下辖有9个居民点，行政中心为涅季因卡。据2015年统计，该农村居民点的人口为3866人。